# Devarodes albifascia
Devarodes albifascia là một loài bướm đêm trong họ Geometridae.